# Elin Suleymanov
Elin Suleymanov (azeri : Elin Emin oğlu Süleymanov; ne en 1970 à Bakou) est l'ambassadeur de la République d'Azerbaïdjan au Royaume-Uni et ancien ambassadeur de la République d'Azerbaïdjan aux États-Unis.

## Études
Diplomate de carrière, Elin Emin oghlu Suleymanov est né à Bakou, en Azerbaïdjan. Il est titulaire d'une licence en géographie de l'Université d'État d'Azerbaïdjan en 1989, en géographie politique de l'Université d'État de Moscou, en Russie en 1992, d'une maîtrise en administration publique de l'Université de Toledo dans l'Ohio en 1994. Il est également titulaire d'un diplôme d'études supérieures de l’École Fletcher  en droit et diplomatie sur la sécurité internationale et le droit international public. Il est le premier Azerbaïdjanais à étudier à l'école Fletcher. Avant de rejoindre le service diplomatique, Suleymanov travaille avec le Haut-Commissariat des Nations Unies pour les réfugiés en Azerbaïdjan et à l'Open Media Research Institute de Prague en 1995-1997.

## Carrière diplomatique
Après avoir travaillé comme premier secrétaire et attaché de presse à l'ambassade d'Azerbaïdjan à Washington, Suleymanov a ensuite été conseiller principal au département des relations étrangères de l'administration présidentielle de la République d'Azerbaïdjan. Le 14 novembre 2005, le Président Ilham Aliyev le désigne au poste du premier consul général d’Azerbaïdjan à Los Angeles, en Californie, avec le rang d’envoyé extraordinaire et plénipotentiaire. En tant que consul dans 13 États, Suleymanov joue un rôle important dans l'amélioration des connaissances sur l'Azerbaïdjan et dans le renforcement des relations entre son pays et les États individuels. Le 26 octobre 2011, Suleymanov est nommé ambassadeur de la République d'Azerbaïdjan auprès des États-Unis. Dix ans plus tard, il est nommé ambassadeur au Royaume-Uni.
Suleymanov parle couramment l'azerbaïdjanais, l'anglais, le russe, le turc et le tchèque.